# 舒莱·沙赫巴兹
舒莱·沙赫巴兹（土耳其語：Şule Şahbaz，1978年10月2日—），土耳其女子举重运动员。她曾代表土耳其参加世界举重锦标赛，获得二枚银牌。她也曾一度获得2004年夏季奥林匹克运动会参赛资格，但因在奥运开赛前未通过药检而被取消资格。